# Zerstörer 1934
Zerstörer 1934 var den första tyska jagarklassen som byggdes efter det första världskriget.
Dessa fartyg som var baserade på samma principer som torpedbåtarna, påvisade ett antal allvarliga brister efter färdigställandet. Detta var delvis beroende på det snabba konstruktionsprogrammet efter 1933.  Deras sjögående egenskaper var väldigt dåliga, liksom de flesta tyska fartyg vid denna tid slog de hårt med stäven i sjön i hög sjö, vilket innebar att deras framåtriktade artilleri inte gick att använda. Därtill uppvisade de en strukturell svaghet när fartygsskrovet började böjas i svåra sjöar och belastades av svåra vibrationer som förorsakades av motorerna.
Deras högtrycksturbinmotorer förorsakade många problem under uppdragen. Avstånden till målen begränsades även av fartygens korta räckvidd. Idén var att man skulle utrusta fartygen med nyutvecklade högtrycksturbiner eftersom detta system tycktes ha flera fördelar mot vanliga turbinsystem - åtminstone på papperet. Resultaten från testinstallationer på land var mycket lovande, men när dessa installerades ombord jagarna blev maskinrummen mycket trånga vilket försvårade underhållet.
Liksom alla andra tyska jagare var även dessa utrustade för minläggning. I denna roll utnyttjades fartygen intensivt under krigets första månader.
De flesta fartygen av denna klass överlevde inte krigets andra år, två av dem sänktes till och med av egna bombflygplan, men under deras få operationella månader lyckades de utföra några lyckade mineringsräder längs den brittiska kusten.

## Fartyg av klassen
- Z1 Leberecht Maas
  - Påbörjad: Deutsche Werke Kiel, 15 oktober 1934
  - Sjösatt: 18 augusti 1935
  - I tjänst: 14 januari 1937
  - Öde: sänkt efter att ha träffats av bomber den 22 februari 1940

- Z2 Georg Thiele
  - Påbörjad: Deutsche Werke Kiel, 25 oktober 1934
  - Sjösatt: 18 augusti 1935
  - I tjänst: 27 februari 1937
  - Öde: sänkt den 13 april 1940

- Z3 Max Schulz
  - Påbörjad: Deutsche Werke Kiel, 2 januari 1935
  - Sjösatt: 30 november 1935
  - I tjänst: 8 april 1937
  - Öde: sänkt efter att ha träffats av bomber och minor den 22 februari 1940

- Z4 Richard Beitzen
  - Påbörjad: Deutsche Werke Kiel, 7 januari 1935
  - Sjösatt: 30 november 1935
  - I tjänst: 13 maj 1937
  - Öde: skrotad 1947